# Tanjung Ali
Tanjung Ali is een bestuurslaag in het regentschap Ogan Komering Ilir van de provincie Zuid-Sumatra, Indonesië. Tanjung Ali telt 2175 inwoners (volkstelling 2010).